# Kostel Panny Marie Andělské (Vyškov)
Kostel Panny Marie Andělské je kostel ležící při městském hřbitově, poblíž centra města Vyškova. Původně se jednalo o klášterní chrám při klášteře kapucínů, který tak představuje typickou kapucínskou architekturu korigovanou přísnými řádovými předpisy. Krom samotného kostela a oratoře se též dochovaly sklepy pod zaniklými obytnými budovami někdejšího kláštera a studna.

## Historie
Stavba kostela byla hrazena z prostředků olomouckého biskupa kardinála Františka Ditrichštejna spolu s kapucínským konventem v letech 1617 až 1624. Kostel by vysvěcen 18. srpna 1624 olomouckým světícím biskupem Hynkem Jindřichem Novohradským z Kolovrat.
Důkladná přestavba kostela proběhla v polovině 18. století na popud biskupa Wolfganga Hannibala ze Schrattenbachu. Během reforem císaře Josefa II. byl roku v roce 1787 zdejší klášter zrušen a z klášterního kostela se stal kostel veřejný. Roku 1789 se z klášterní zahrady stává městský hřbitov, přilehlé konventní budovy jsou téhož roku zbořeny.
U hlavního oltáře se nacházela dvojitá oratoř, na kruchtě byly varhany, veškeré heraldické znaky jsou patrny na vstupním portále. Je zde znak kardinála Františka Ditrichštejna a biskupa Wolfganga Hannibala von Schrattenbacha a nad těmito erby je v profilovaném rámu freskový obraz sv. Františka z Assisi.

## Galerie

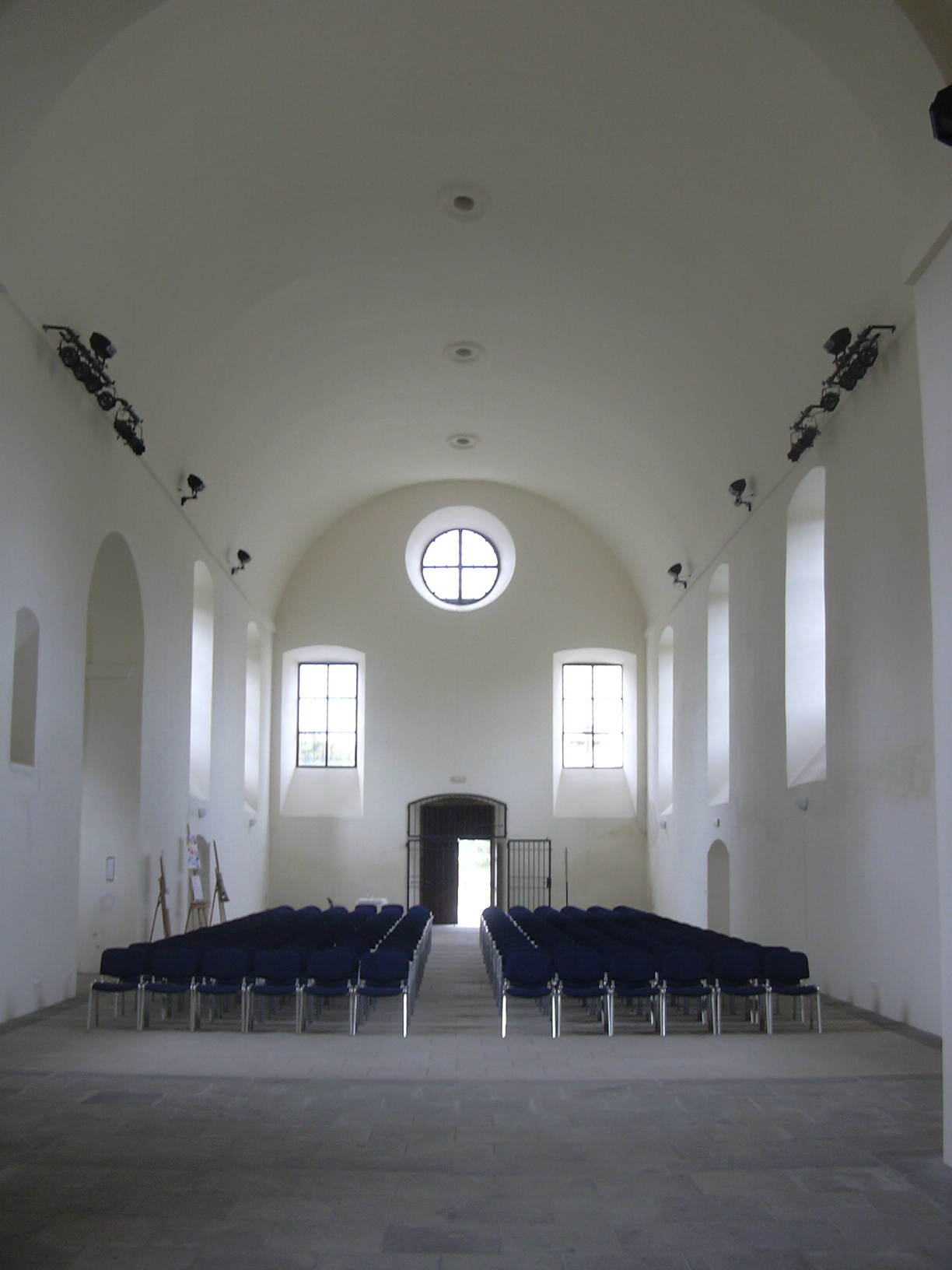
Interiér kostela
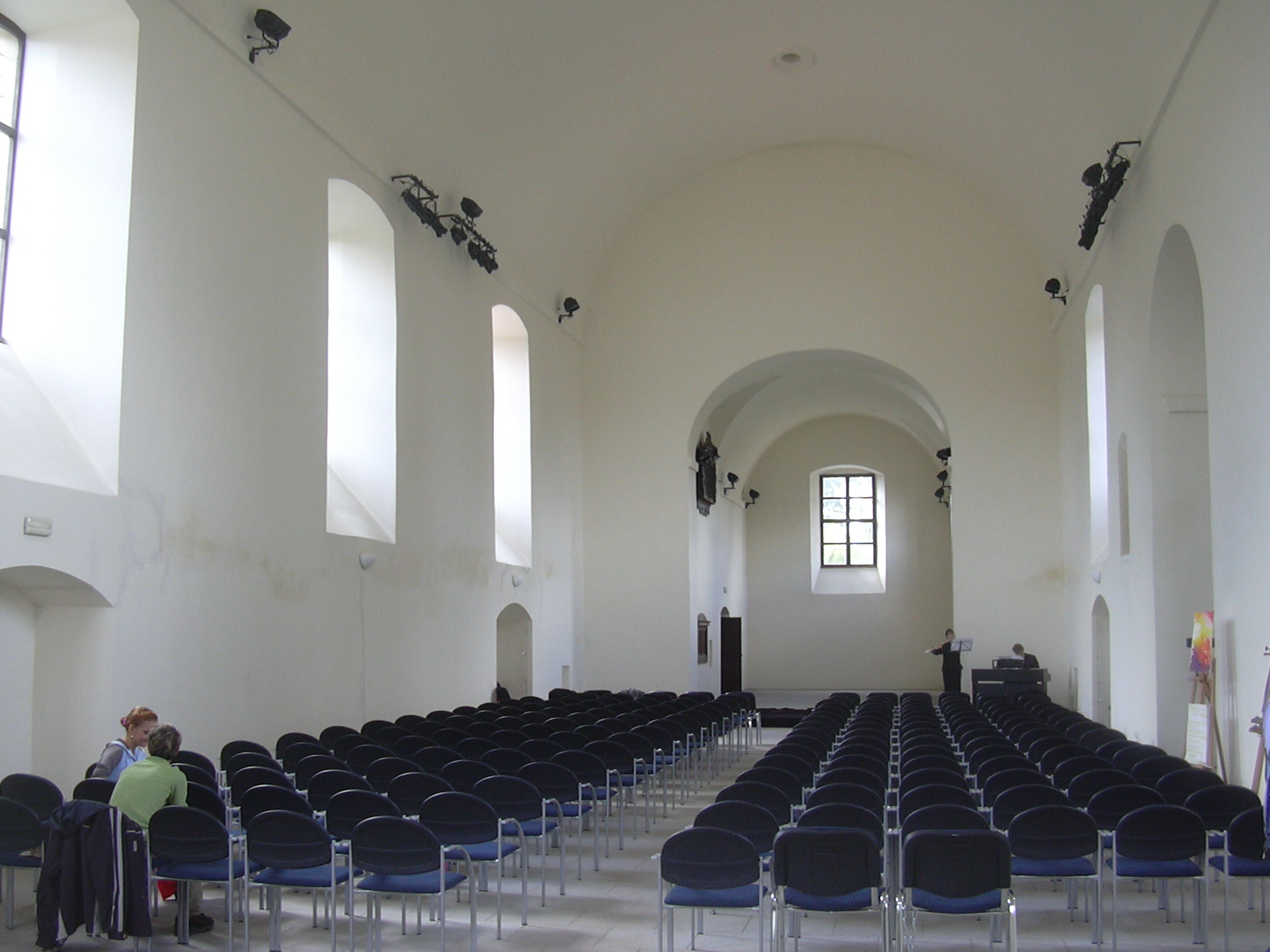
Interiér kostela
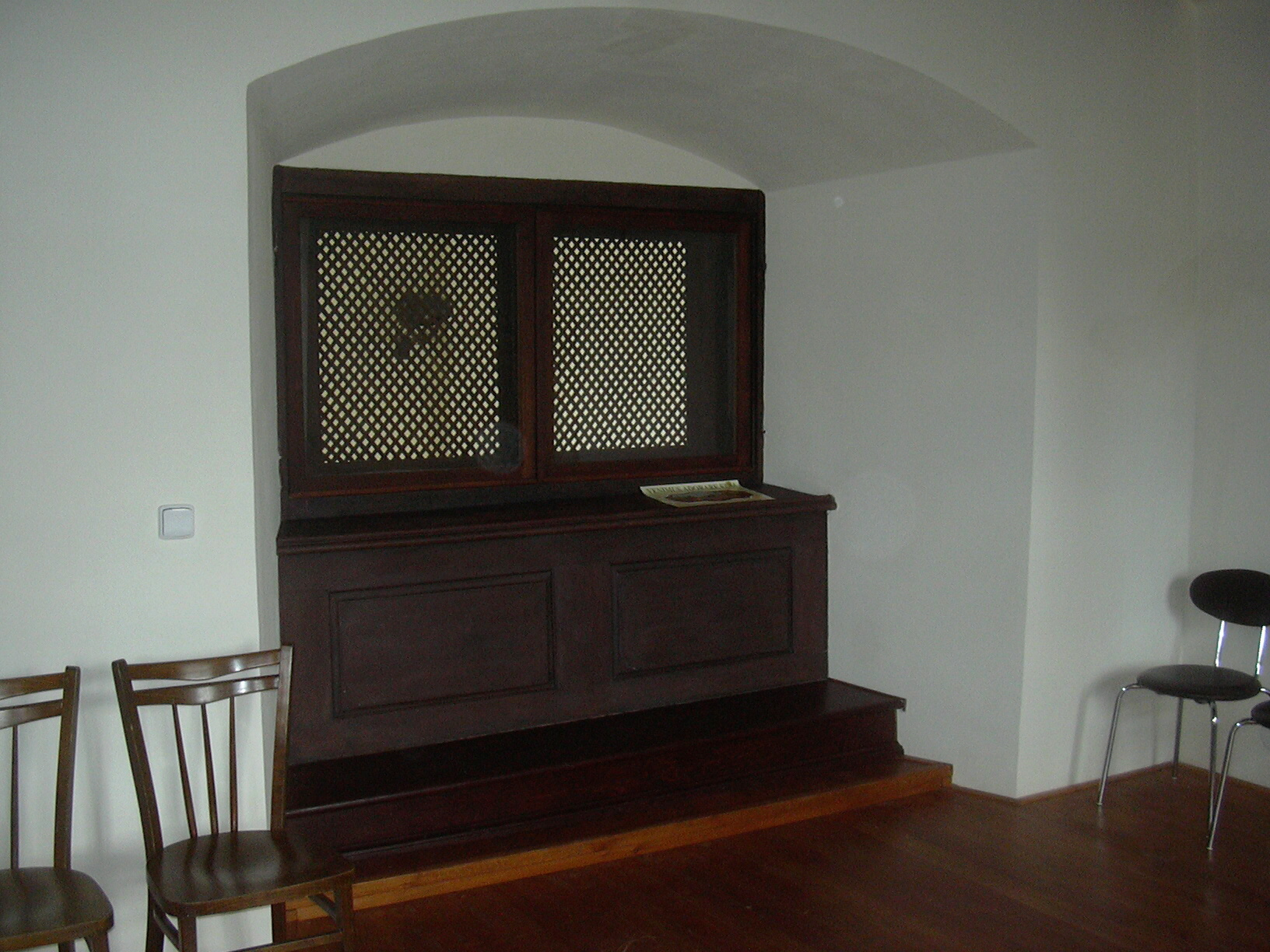
Interiér kostela
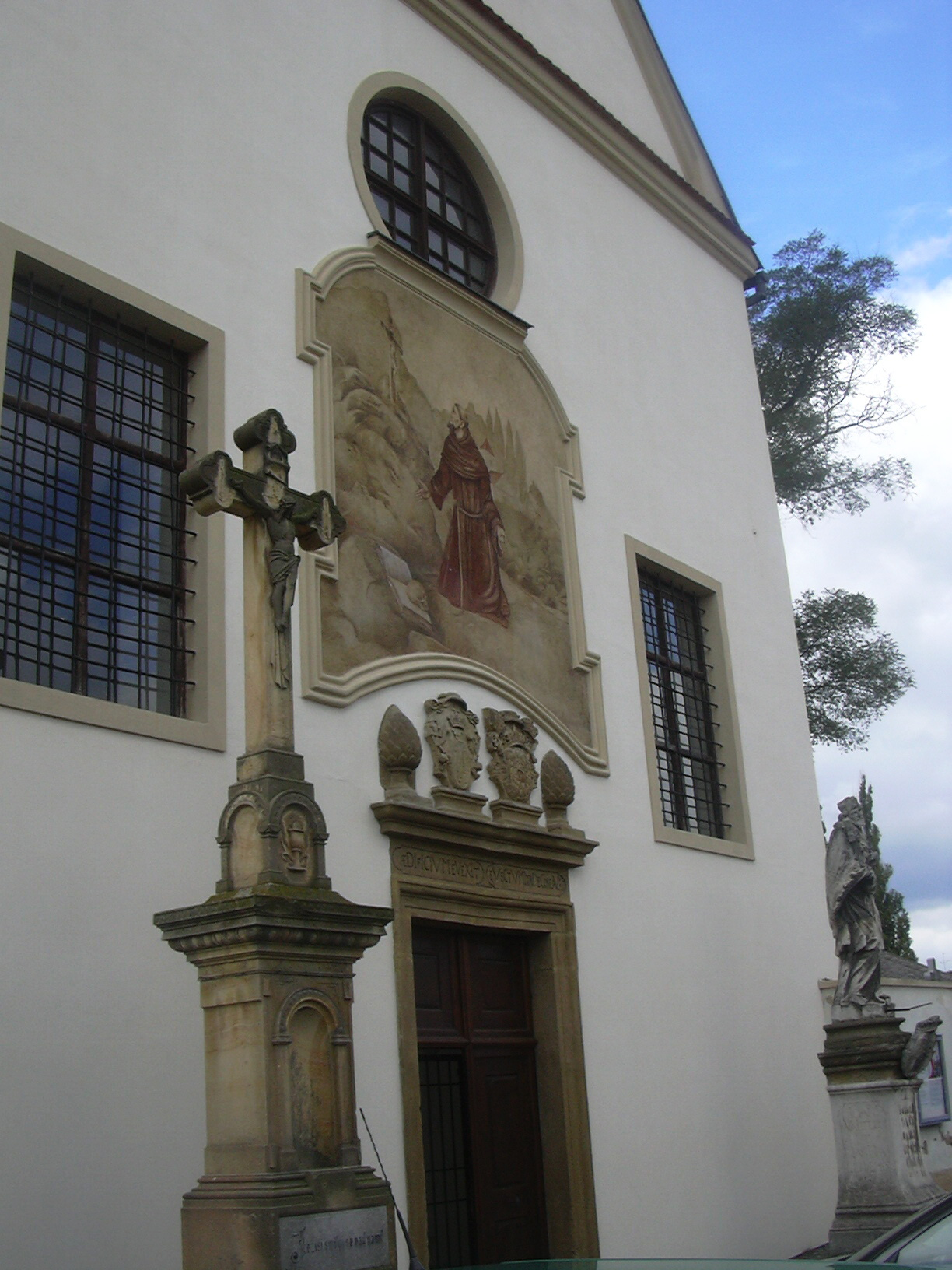
Vstupní portál s erby a freskou
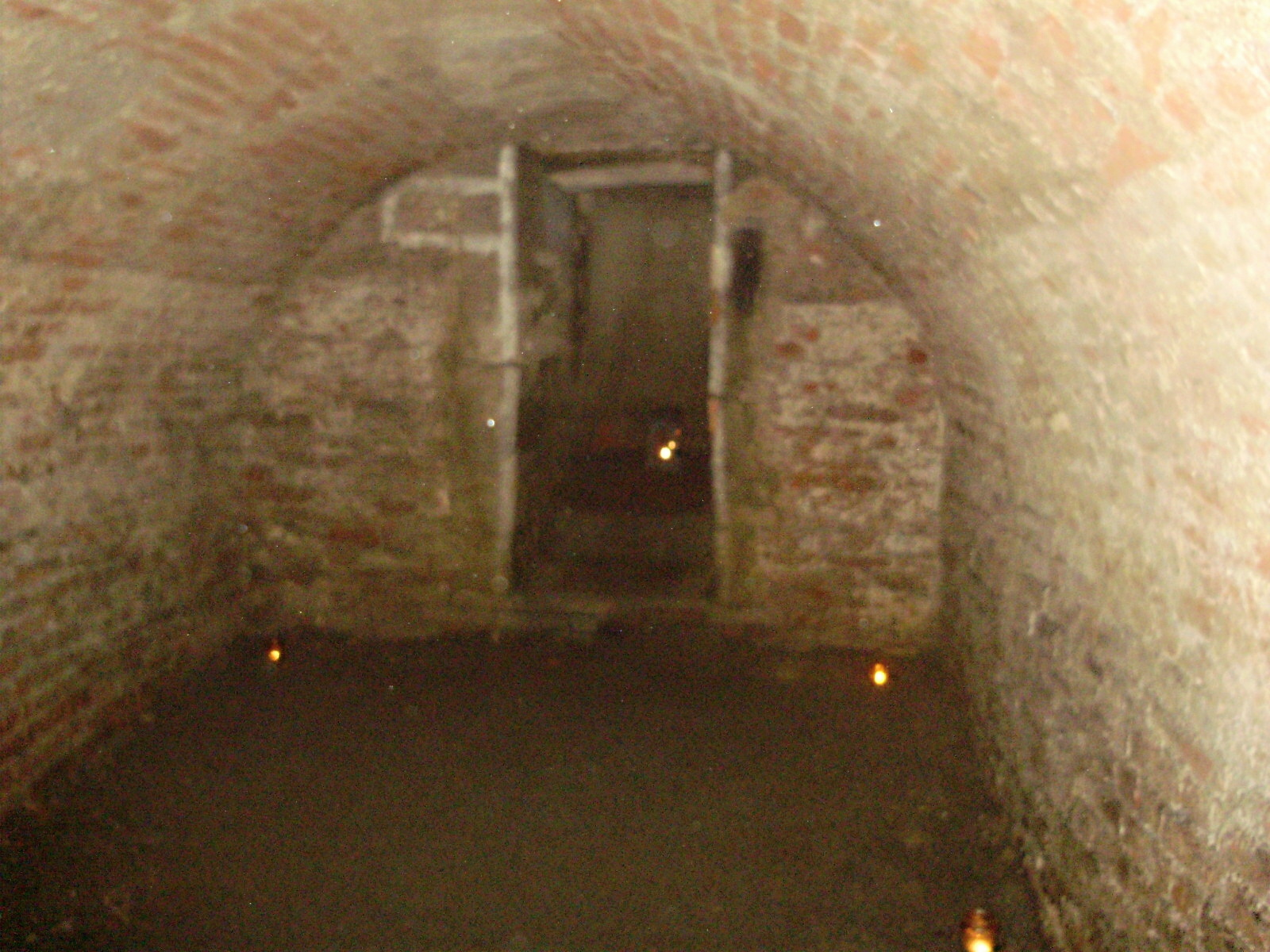
Větší ze sklepů zaniklého kláštera
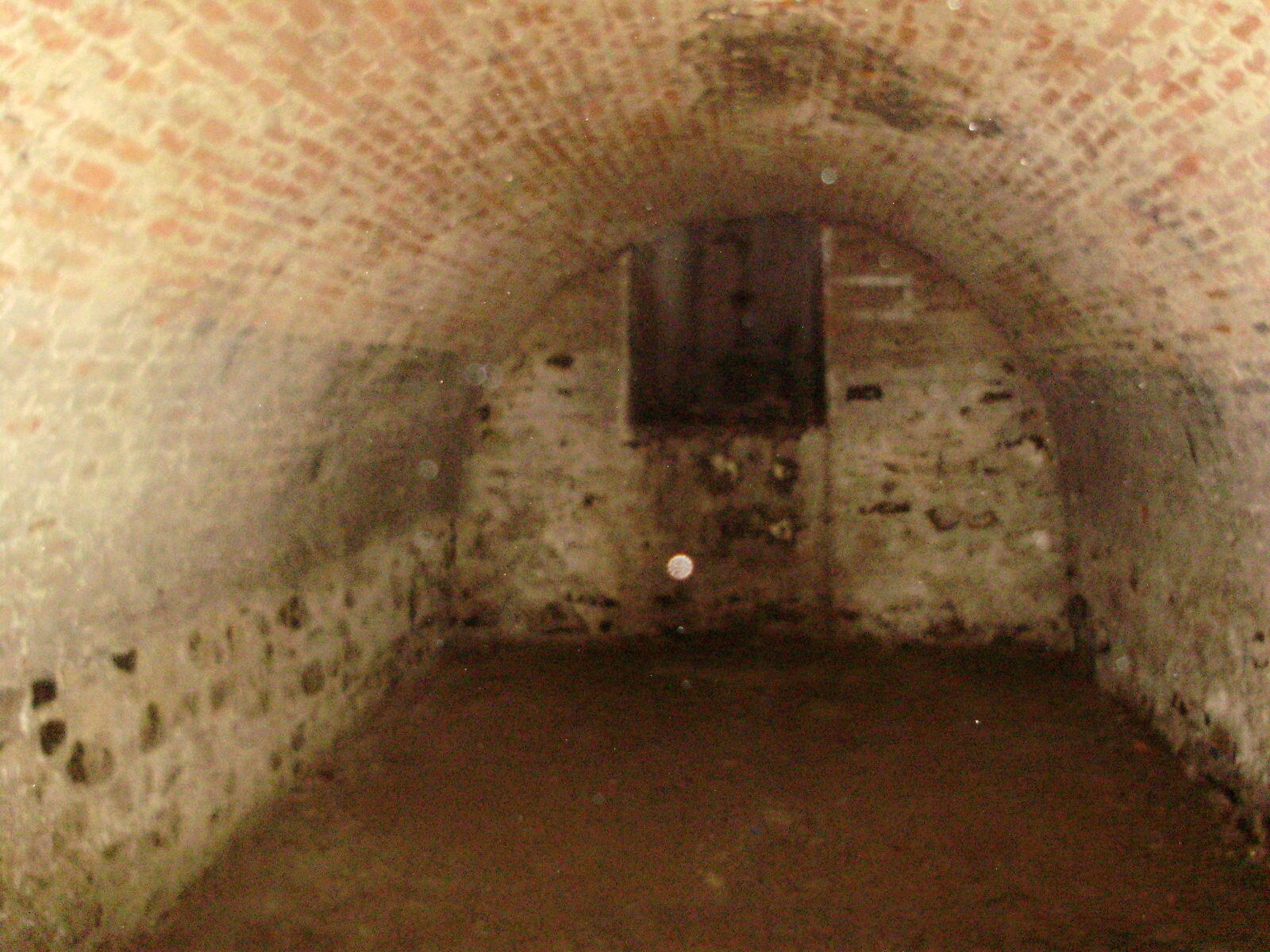
Menší ze sklepů zaniklého kláštera